# San Miguel de Horcasitas
San Miguel de Horcasitas è una municipalità dello stato di Sonora, nel Messico settentrionale, il cui capoluogo è la località omonima.
La municipalità conta 9.081 abitanti (2010) e ha un'estensione di 1.119,83 km².
Il nome della località è dedicato all'Arcangelo Michele e a Juan Francisco de Güemes y Horcasitas, viceré della Nuova Spagna.